# Stelis clipeus
Stelis clipeus är en orkidéart som beskrevs av O.Duque. Stelis clipeus ingår i släktet Stelis och familjen orkidéer. Inga underarter finns listade i Catalogue of Life.